# East Finchley Cemetery

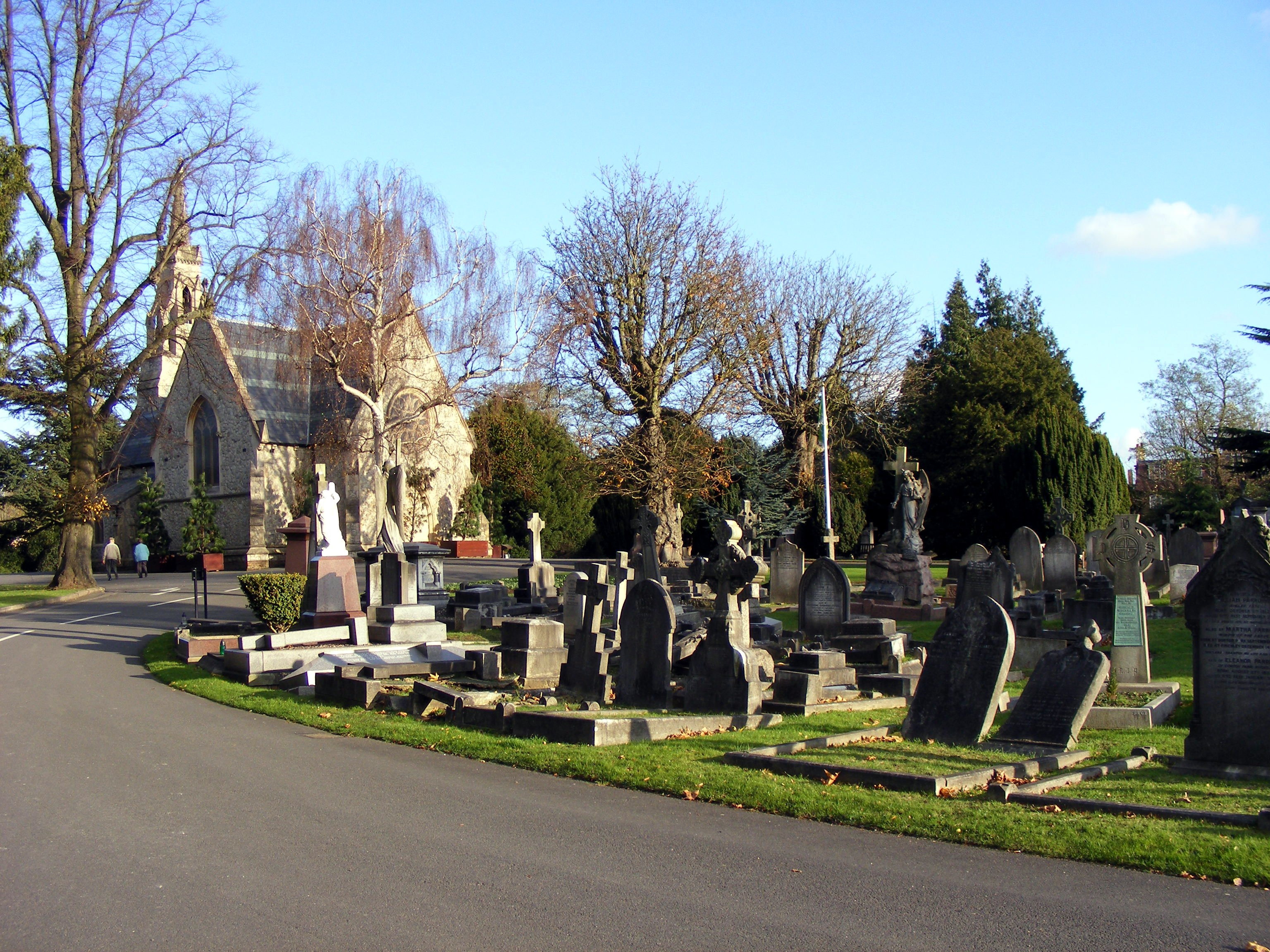
Kapelle und Grabsteine auf dem East Finchley Cemetery

East Finchley Cemetery ist ein Friedhof mit angeschlossenem Krematorium in East Finchley (Borough of Barnet) in London. Eigentümer und Betreiber der Anlagen ist die City of Westminster.

## Geschichte & Nutzung

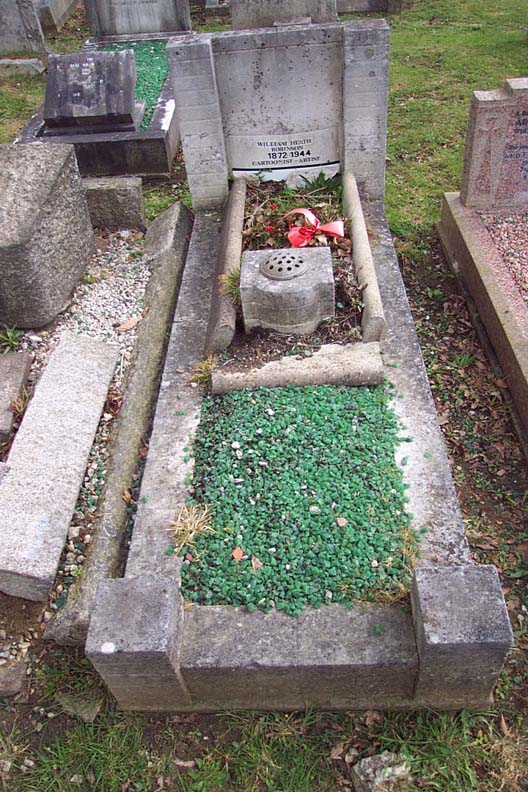
Das Grab des Illustrators und Cartoonisten W. Heath Robinson

Das St. Marylebone Burial Board kaufte im Jahr 1854 ca. 0,2 km² Ackerland auf und ließ durch das Architekturbüro Barnet & Brick Ltd. den Friedhof anlegen. Die Anlage wurde 1855 unter der Bezeichnung St Marylebone Cemetery eröffnet.
Auf dem Friedhof befindet sich eine Begräbnis-Kapelle der anglikanischen Kirche, deren Inneneinrichtung im neogotischen Stil gehalten ist. Ein besonderes Merkmal der Anlage sind zwei im Jahr 1856 gepflanzte Libanon-Zedern auf dem Grün vor der Kapelle.
Im Jahre 1937 wurde dem Friedhof ein Krematorium hinzugefügt.
Aufgrund verschiedener Reorganisationen in der Kommunalverwaltung wurde der Friedhof ab dem Jahr 1900 bis 1965 durch das damalige Metropolitan Borough of St Marylebone verwaltet.
Auf dem Gelände wurden zwei Kriegsgräberstätten errichtet. Davon stammen 75 Gräber aus dem Ersten Weltkrieg.
Während des Zweiten Weltkrieges wurden 79 Grabstätten angelegt. Weiterhin wurde eine Gedenkwand für Kriegstote, die während des Zweiten Weltkrieges hier kremiert wurden, errichtet.
Im Jahre 1965 wurde der Friedhof aufgrund einer Umstrukturierung der Bezirke der neugegründeten City of Westminster zugeordnet. Zu diesem Zeitpunkt erhielt die Anlage auch ihren heutigen Namen.
Der Friedhofsanlage wurde in den Jahren 2007, 2008 und 2009 der britische Green Flag Award verliehen – eine Auszeichnung, die für gärtnerisch anspruchsvolle und besucherfreundliche Parkanlagen vergeben wird.
Die Anlage umfasst derzeit insgesamt ca. 22.000 Grabstätten und wird weiterhin für Beisetzungen genutzt.

## Grabstätten bekannter Persönlichkeiten

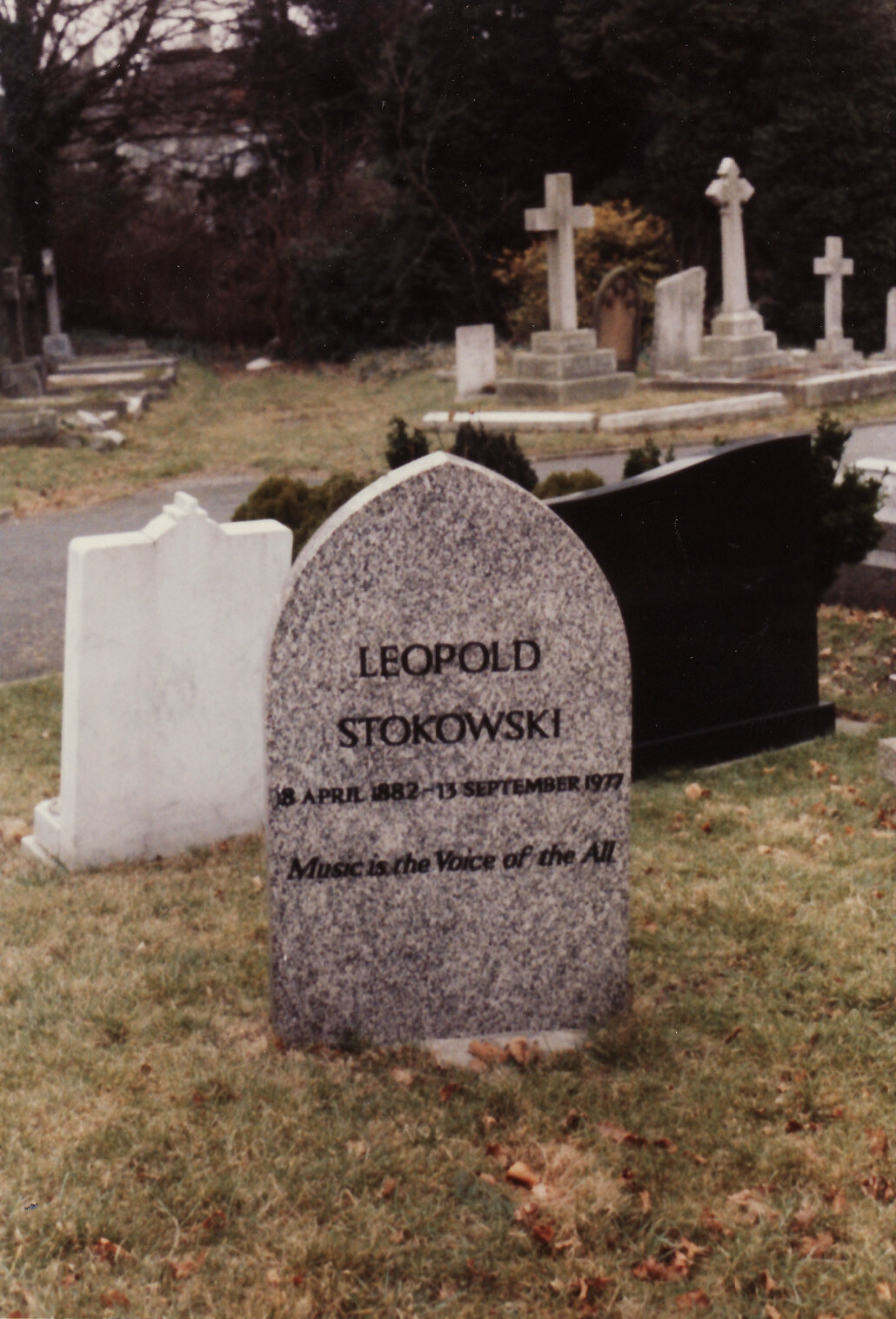
Grabstättes des Dirigenten Leopold Stokowski

- Melanie Appleby (1966–1990) – Sängerin des Pop-Duos Mel and Kim
- Henry Walter Bates (1825–1892) – Englischer Naturforscher, Evolutionsbiologe und Entomologe
- Sir Henry Bishop – Komponist und Professor für Musik an der University of Oxford
- Algernon Borthwick, 1. Baron Glenesk – Kapelle und Mausoleum
- Austen Chamberlain (1863–1937) – britischer Außenminister, Friedensnobelpreisträger, Sohn von Joseph Chamberlain und Bruder von Neville Chamberlain
- Alfred Harmsworth, 1. Viscount Northcliffe (1865–1922) – Gründer der Zeitung Daily Mail
- Sir Robert Harmsworth – Zeitungsverleger; Grabstätte erbaut von Edwin Lutyens
- Sir George Hayter – Hofmaler von Königin Victoria
- Max Herrmann-Neiße (1886–1941), Lyriker, Erzähler, Essayist und Dramatiker
- Thomas Henry Huxley (1825–1895) – Biologe und Hauptvertreter des Agnostizismus
- W.Heath Robinson (1872–1944) – Karikaturist, Illustrator, Schriftsteller und Bühnenbildner
- Thomas Stevens (1854–1935) – Radfahrer, erster Mensch, der die Welt mit dem Fahrrad umrundete
- Leopold Stokowski (1882–1977) – Dirigent
- Marie Studholme – Schauspielerin
- George Walters – Sergeant des 49th Foot-Regiment, Träger des Victoria Cross (Schlacht von Inkerman, 1854)
- Kenneth Williams (1926–1988) – Schauspieler und Komiker